# Assoziations-Blaster
Der Assoziations-Blaster ist ein seit Januar 1999 bestehendes interaktives Internetprojekt, das als Linkfarm funktioniert. Die Benutzer schreiben Beiträge, die durch Echtzeitverknüpfungen mit bereits bestehenden Texten zur Hyperfiction verbunden werden. Der Assoziations-Blaster wurde von den Netzkünstlern Alvar Freude und Dragan Espenschied entwickelt.

## Funktionsweise
Der Assoziations-Blaster besteht aus Stichwörtern und Beiträgen. Jeder Nutzer kann zu jedem Stichwort beliebig viele, beliebig lange Beiträge schreiben. Es ist keine Anmeldung oder Registrierung notwendig. Durch diese offene Funktionsweise wird auch Spam ungehindert verbreitet. Die Wörter der geschriebenen Beiträge können in Form von Hyperlinks mit bereits existierenden Stichwörtern verbunden werden.
Hinzu kommen fünf Links auf zufällig ausgewählte Stichwörter (nur bei Beiträgen mit weniger als sechs bereits verlinkten Begriffen angezeigt), sogenannte Fluchtlinks. Nach Zufallsprinzipien (denen der erfahrenere User durch einfache Tricks leicht 'nachhelfen' kann) erhält der Benutzer außerdem nach dem Schreiben eines Beitrags oder dem Aufrufen eines Stichworts Bewertungspunkte (s. u.) oder die Möglichkeit, ein neues Stichwort zu initiieren.

## Kontrolle der Inhalte
Wie auch andere Websites, deren Inhalte von den Benutzern erstellt werden, ist der Assoziations-Blaster von Spam betroffen. Dies wird dadurch erleichtert, dass zum Absenden von Beiträgen keine Anmeldung erforderlich ist.
Nicht alle Beiträge werden von den Benutzern selbst erstellt. Viele Inhalte werden einfach per Copy & Paste aus anderen Webseiten in den Assoziations-Blaster übertragen. Auch in solchen Fällen findet keine Moderation „von oben“ statt. Die Beiträge werden von den Betreibern nicht entfernt.
Anstelle einer Moderation soll ein Bewertungssystem für „Selbstreinigung“ sorgen. Alle (nicht angemeldeten) Benutzer bekommen in unregelmäßigen Zeitabständen „Bewertungspunkte“ zugesprochen, mit denen sie einzelne Beiträge mit +1 oder −1 bewerten können. Schlechte oder aggressive Texte sollen auf diese Weise „wegbewertet“ werden, da Texte mit einer Bewertung unterhalb eines anpassbaren Schwellenwertes nicht mehr angezeigt werden.
Eine Ausnahmeregel gibt es zur Abwehr von Spam. Nach Angabe der Betreiber werden „täglich mehrere tausend Spams automatisch rausgefiltert“. Auch bei eindeutig strafbaren Äußerungen kommt es im Einzelfall zur manuellen Löschung von Beiträgen und entsprechend der geltenden Rechtslage zur Weitergabe der IP-Adresse des Autors an Ermittlungsbehörden.
Da die Texte der Nutzer keinen Richtlinien entsprechen müssen, finden sich im Assoziations-Blaster auch viele Erotikgeschichten und Texte mit drastischer Gewaltdarstellung oder -verherrlichung.

## Weitere Funktionen des Assoziations-Blasters
Ein angeschlossenes Diskussionsforum ergänzt den Assoziations-Blaster. Das Diskussionsforum ist direkt oder von jedem Textbeitrag aus über die Funktion „diskutieren“ erreichbar. Zudem lassen sich Statistiken zu jedem Stichwort abrufen, wie auch zu den aktuell geschriebenen Beiträgen, zu neuen Stichwörtern und weiteren Kategorien.
Der Web-Blaster gehört ebenfalls zum Projekt des Assoziations-Blasters und ähnelt diesem, nur mit dem Unterschied, dass bei diesem fremde Websites in der blastertypischen Weise verlinkt werden.
Wegen des Web-Blasters erhielten die Macher des Assoziations-Blasters eine Abmahnung der Deutschen Bahn.
Im Weiteren existiert eine englischsprachige Version des Assoziations-Blasters, die auch von der „Statistik“-Seite des deutschsprachigen Blasters aus erreichbar ist und umgekehrt.
Im Assoziations-Blaster sind alle Begriffe und Wortassoziationen automatisch mit Google AdSense verbunden. Somit erhält der Betreiber mit jedem Begriff automatisch Werbeeinnahmen.

## Auszeichnungen und Preise
1999 wurde der Assoziations-Blaster beim 1. Ettlinger Internet-Literatur-Wettbewerb ausgezeichnet.
Der Assoziationsblaster war zudem für den Viper Award (2001) und dem Prix Ars Electronica (2002) nominiert.

## Umfang
Im Dezember 2008 enthielt der deutschsprachige Assoziations-Blaster ca. 878.000 Texte zu ca. 68.000 Stichwörtern. Im November 2009 waren es 930.000 Assoziationen zu 71.000 Stichwörtern. Im Januar 2012 1.036.000 Texte zu 76.000 Stichwörtern und im Juli 2018 1.230.000 Beiträge zu 88.000 Stichwörtern.